# Kosava
Kosava (bělorusky Косава Kosava, rusky Коссово Kossovo) nebo též Kosaŭ (Косаў) je město v Bělorusku, které se nachází v Ivacevickém rajónu v Brestské oblasti. Leží 15 km od rajónního centra Ivacevičy, 151 km od Brestu a 13 km od vlakového nádraží Kosava-Paljeskaje (Косава-Палескае) na lince Brest — Baranavičy. Ve městě žije přibližně 1 900 obyvatel.

## Historie
První sídla se na území Kosavy, se objevila v 10. a 11. století. Zachovaná sídla z 10. a 12. století prozkoumal Jury Kucharenka, Pjotar Lysenka, Ljeanid Pobal a Paval Rapaport.
První písemná zmínka o sídle je obsažena ve výsadním právu velkoknížete Aljaksandra, který jej předal maršálku I. Chraptoviči a sahá až do roku 1494. V různých obdobích byla osada v držení Fljeminhů a rodiny Čartaryjských. V roce 1510 velkovévoda Zikmund I. Starý vydal práva k provozování městských obchodů a veletrhů. V této době se město Kosava stalo centrem povětu, avšak v důsledku administrativně-územní reformy (1565—1566) se stala součástí Slonimského povětu Navahrudského vojvodství. Dne 11. května 1569 přešlo město ke Lvu Sanhuški-Kašyrskému. V roce 1597 zde stálo 79 domů, 2 ulice, kostel (od roku 1526), 27 krčem a hospoda.
V roce 1611 Kosavu vlastnili Sapěhové. V roce 1626 byl ve městě zbudován nový kostel. Ve druhé polovině 18. století město přešlo do vlastnictví Pusloŭských, kteří zde postavili továrnu na sukna, cihelnu, ocelárnu a pivovar.
V důsledku třetího rozdělení Polska (1795) se město ocitlo na území Ruské říše ve Slonimském povětu Slonimské, od roku 1797 v Litevské a od roku 1801 v Hrodenské gubernii. V letech 1825—1855 ve městě působila výrobna tkanin. V roce 1838 hrabě Vandalin Pusloŭski zde vystavěl palác. V roce 1845 byla ve městě založena továrna koberců a jiné podniky, ve kterých bylo zaměstnáno asi 200 pracovníků.
V 50. letech 19. století bylo v provozu vinařství. V roce 1861 se město stalo centrem volasti. V době národně osvobozeneckého povstání (1863—1864) došlo poblíž města k boji mezi povstalci a ruskými represivními jednotkami. V roce 1865 byla otevřena veřejná škola. V roce 1867 byl uveden do provozu mlýn, který byl v roce 1881 vybaven parním mechanismem. V roce 1868 byl v obci postaven kamenný kostel svatého Antonína a v roce 1878 dokonce Kostel Nejsvětější Trojice.
Podle sčítání lidu z roku 1897 stálo ve městě 431 budov, 2 kostely, kaple, veřejná škola, továrna na sukna, koželužna, pošta, 58 obchůdků a pravidelně se zde konalo 8 veletrhů. Mezi 15. a 16. říjnem 1900 se ve městě došlo k nepokojům rekrutů (asi 900 lidí). Při přestřelce s policií bylo zastřeleno několik lidí. Během první světové války v roce 1915 bylo město obsazeno německými vojsky, na podzim roku 1918 bylo blízko předního frontu. Z vlakového nádraží Косаў-Палескі Němci vedli úzkokolejnou železnici v lesním masivům Hulina a Michaliny Ružanské. Vyplenili palác, zahrady a skleníky.
V souladu s Rižským mírem (1921) se město stalo součástí meziválečné Polské republiky, kdy obdrželo status města a zároveň bylo ustanoveno centrem povětu. Za vlády Poláků zde byl rychtářský soud a policejní komandatura. Od roku 1922 bylo v nemocnici na 930 lůžek, v roce 1923 byla otevřen pilařský závod „Tartak“. Dne 3. února 1927 proběhla ve městě demonstrace pracovníků, kterou uspořádal podzemní okresní výbor Komunistické strany západního Běloruska; policie demonstraci rozehnal, tento den se zapsal do běloruské historie pod jménem „Kosaŭská střelba“. V letech 1930–1939 byla ve městě v provozu elektrárna s výkonem 100 kW.
V roce 1939 se město stalo součástí Běloruské SSR a v roce 1940 se stalo centrem rajónu (od 20. září 1947 jako součást Ivacevického rajónu). Agresí SSSR bylo místní obyvatelstvo utlačováno a potýkalo se s represemi a některé historické budovy byly zbořeny — nyní polský Institut národních vzpomínek Polska vyšetřuje případ vraždy 25 Poláků mezi 17. a 20. zářím v blízkosti Kosavy.
V období druhé světové války, od 25. června 1941 do 12. července 1944, bylo město pod německou okupací. V roce 1942 bylo v Kosavě založeno ghetto; během partyzánské činnosti byli všichni Židé osvobozeni a utekli do lesů. V důsledku německé propagandy, která jim slibovala klidný život v ghettu, se část Židů z lesů vrátila, načež byli všichni ihned zastřeleni.

## Demografie
- 19. století: 1830 — 578 mužů (z čehož bylo 7 šlechticů, 2 duchovní, 408 měšťanských Židů, 150 křesťanských měšťanů a rolníků a 2 žebráci), 1833 — 741 obyv.; 1860 — obyv.; 1867 — 1 276 obyv.; 1878 — 2 030 obyv. (z toho 1279 Židů); 1897 — 4143 obyv.
- 20. století: 1905 — 5 067 obyv.; 1921 — 2 433 obyv.; 1938 — 3 708 obyv.; 1959 — 2,6 tis. obyv.; 1991 — 2,8 tis. obyv.; 1997 — 2 675 obyv.
- 21. století: 2002 — 2,5 tis. obyv.; 2006 — 2,4 tis. obyv.; 2008 — 2,3 tis. obyv.

## Vzdělání, lékařství, kultura
Ve městě je v provozu střední a hudební školy a školky. Služby v oblasti zdravotnictví poskytuje nemocnice. K dispozici je dům kultury a knihovna.

## Pamětihodnosti
- Kostel Nejsvětější Trojice: římskokatolický kostel a zároveň jeden z nejvýznačnějších příkladů novorománském slohu v Bělorusku. Historie kostela sahá až do roku 1626, kdy na místě dnešního kostela byl postaven původní ze dřeva. V roce 1877 byl přestavěn na kamenný a od té doby má svůj moderní vzhled. Dne 12. února 1746 zde byl pokřtěn Tadeusz Kościuszko.
- Hrob účastníkům povstání v letech 1863—1864 (náhrobek byl dodán v roce 1928)
- Starokatolický hřbitov a kaple (1859)
- Kosaŭský zámek: byl postaven v neogotickým stylu v roce 1838. Zámek a okolní park byl navržen architektem Franciszekem Jaszczołdou, při stavbě mu vypomáhal další architekt Leandro Marconi. Palác byl uspořádán do 132 pokojů. Každá z 12 věží hradu symbolizuje jeden měsíc v roce.
- Kostel svatého Jiří: bývalý běloruský řeckokatolický kostel z 18. století, nyní je ve vlastnictví běloruské pravoslavné církve
- Kostel svatého Antonína (1868)

### Galerie

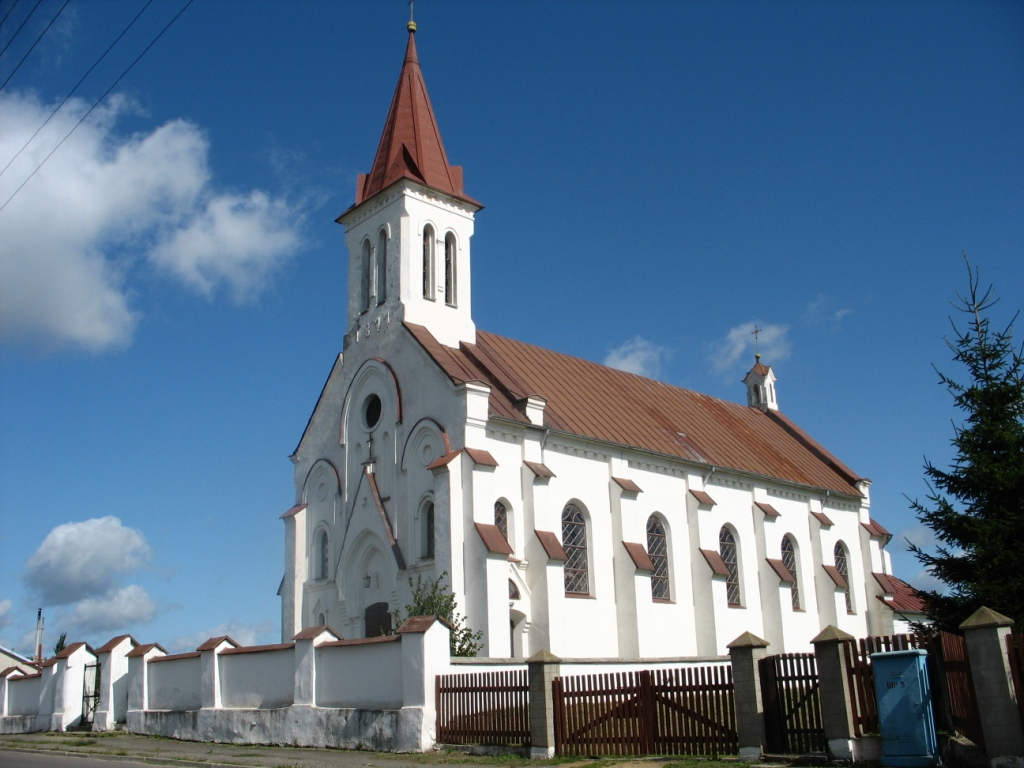
Kostel Nejsvětější Trojice
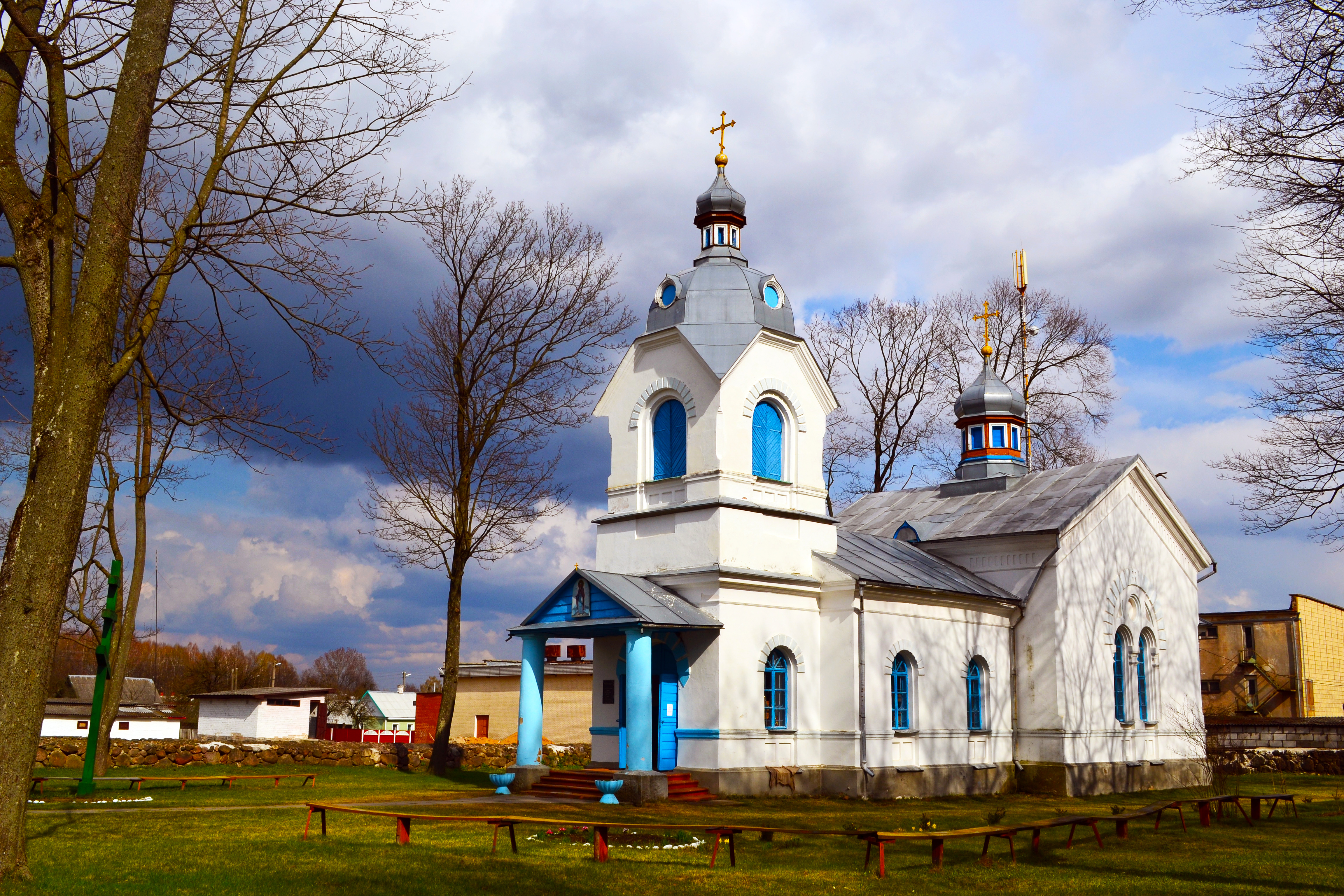
Kostel svatého Antonína
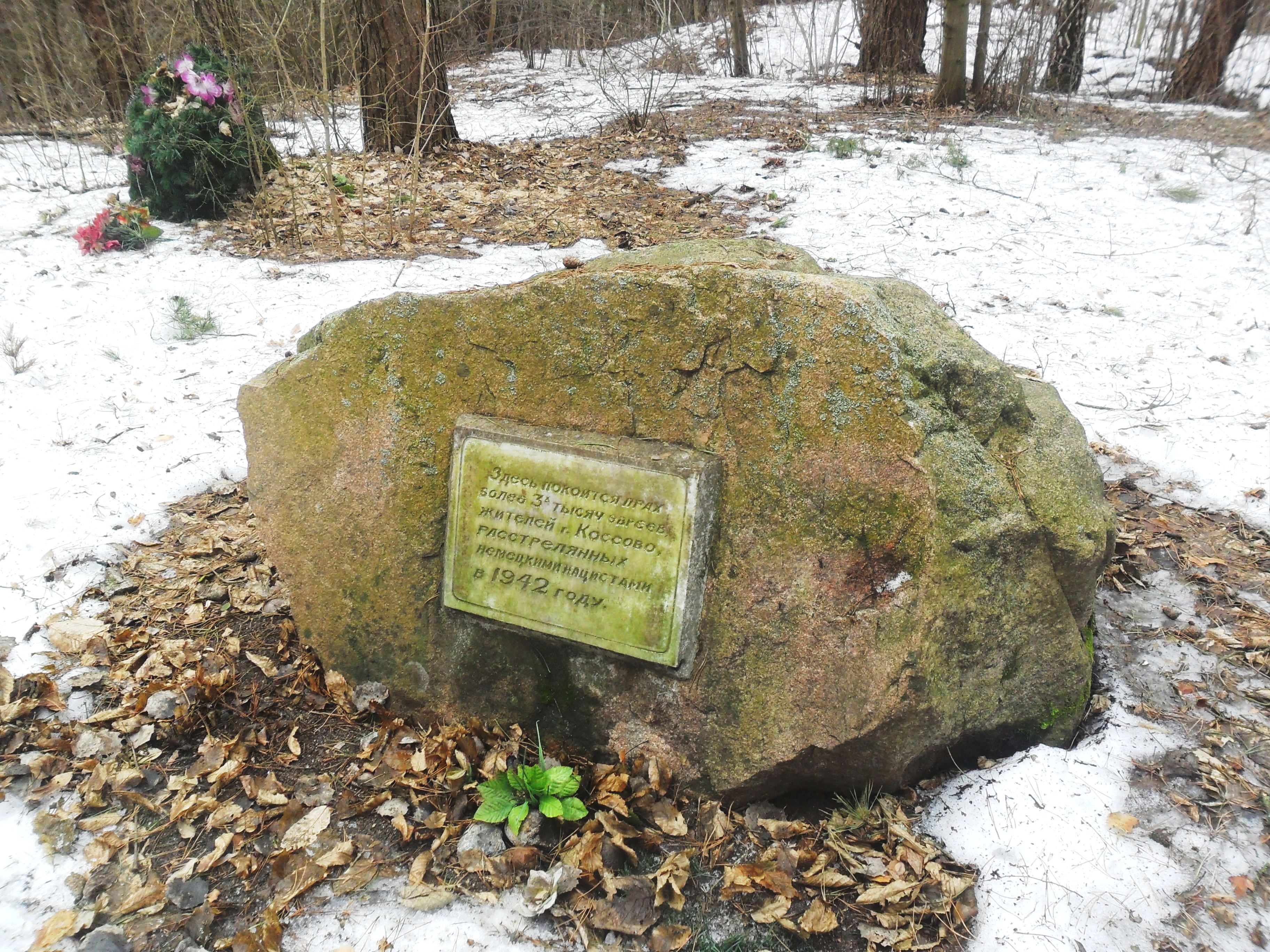
Upomínka ghetta ve městě Kosava
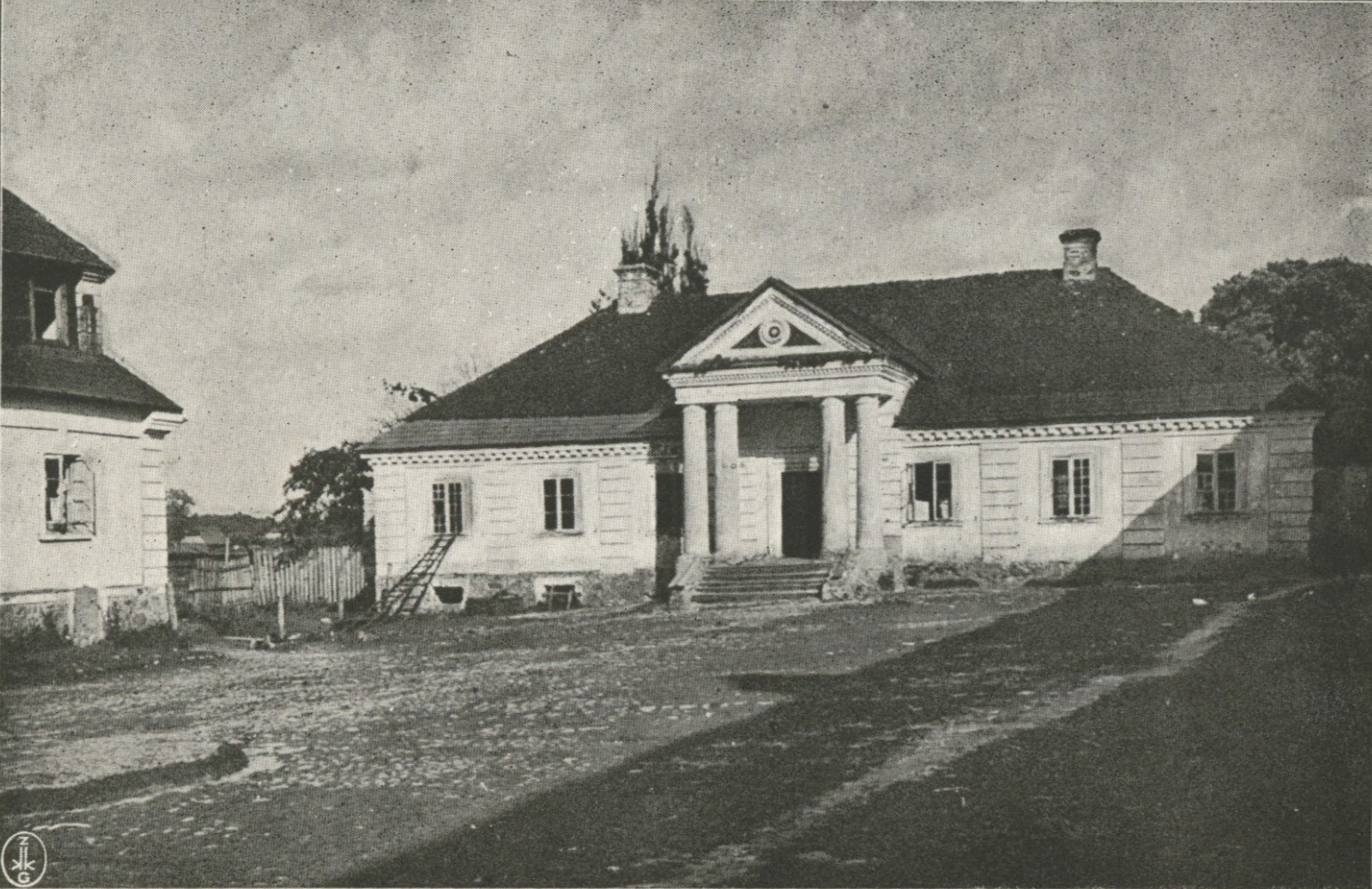
Panství Sapěhů v Kosavě (1930)
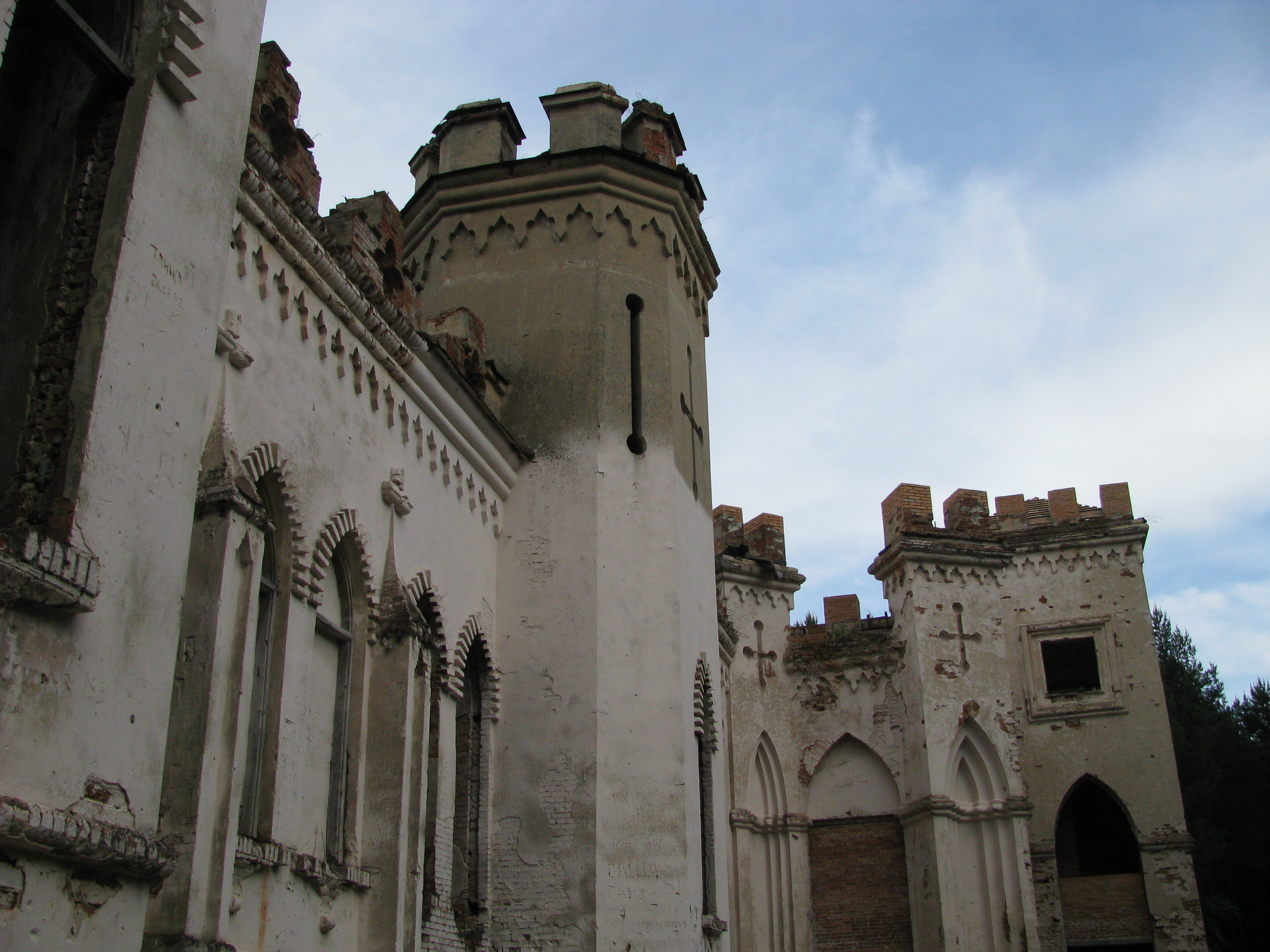
Kosaŭský zámek
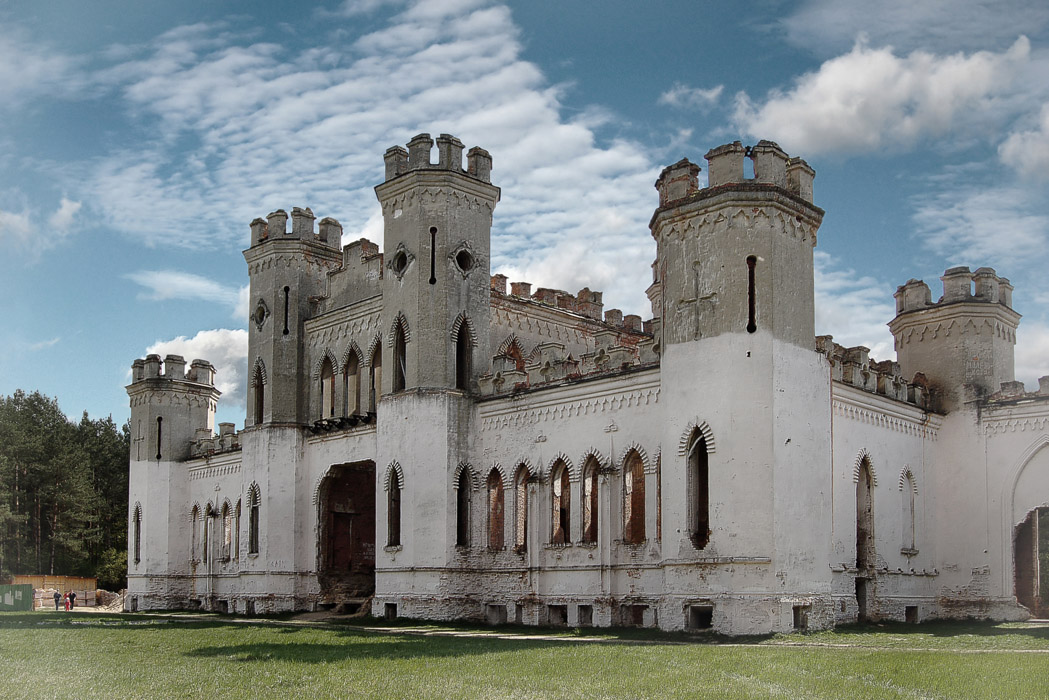
Kosaŭský zámek
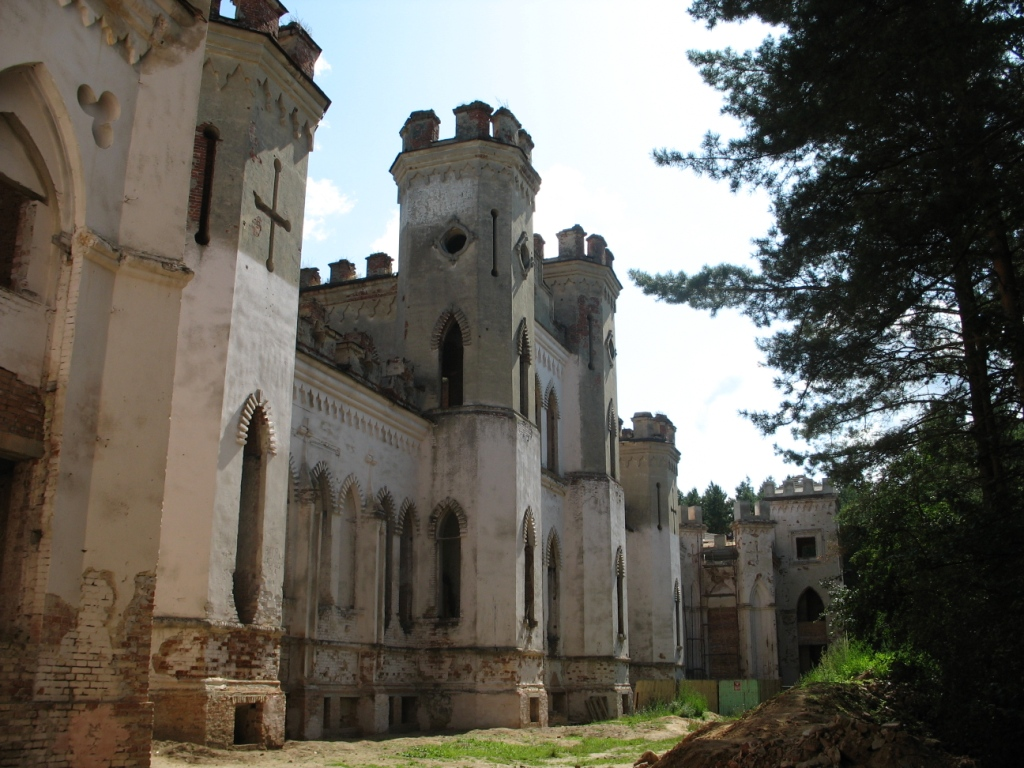
Kosaŭský zámek

## Významní rodáci
- Tadeusz Kościuszko (Тадэвуш Касьцюшка; 4. února 1746 — 15. října 1817) — polský a americký generál, pevnostní inženýr, účastnil se americké války za nezávislost, roznítil protiruské hnutí v rozdělovaném Polsku a byl nejvyšším vůdcem povstání v roce 1794
- Aŭram Ješajaŭ Karelic (Аўрам Ешаяў Карэліц, známý též jako Chazon Iš bělorusky Хазон Іш) — v Bělorusku narozený ortodoxní rabín, který se později stal jedním z vůdců charedim v Izraeli, od roku 1933 do roku 1953 žilo v Izraeli
- Mikalaj Trynda (bělorusky Мікалай Трында) — hlava kosaŭského rajónního antifašistického výboru během druhé světové války